# Ormetica underwoodi
Ormetica underwoodi là một loài bướm đêm thuộc phân họ Arctiinae, họ Erebidae.